# Avalon, Kalifornien
Avalon, vid Avalon Bay, i Los Angeles County , Kalifornien, USA är den enda staden på Santa Catalina Island. 
Vid folkräkningen år 2000 hade staden en befolkning på 3 127 invånare. 